# کارن میرزویان
کارن هامباروتسومی میرزویان (ارمنی: Կարեն Համբարձումի Միրզոյան؛ انگلیسی: Karen Mirzoyan؛ زادهٔ ۷ دسامبر ۱۹۶۵) سیاست‌مدار اهل ارمنستان است که از تاریخ ۲۲ سپتامبر ۲۰۱۲ تا تاریخ ۲۵ سپتامبر ۲۰۱۷ سمت وزیر امور خارجه جمهوری آرتساخ را برعهده داشت.

## زندگی‌نامه
وی در ۷ دسامبر ۱۹۶۵ در ایروان به دنیا آمد و از دانشکده شرق‌شناسی دانشگاه دولتی ایروان و انستیتو شرق‌شناسی فرهنگستان ملی علوم ارمنستان فارغ‌التحصیل گشت. 